# François-Philippe Mésenguy
François-Philippe Mésenguy est un écrivain religieux français, né à Beauvais en 1677, mort en 1763.
Il entra dans les ordres, puis se livra à l’enseignement dans sa ville natale et à Paris, fit une vive opposition à la bulle Unigenitus, et se signala par son ardeur à défendre les doctrines jansénistes, ce qui lui fit successivement perdre sa place au collège de Beauvais et ses fonctions de catéchiste à l’église de Saint-Étienne-du-Mont. Devenu sourd, il se retira à Saint-Germain-en-Laye, où il termina sa vie.

## Œuvres
Nous citerons, parmi ses écrits, destinés pour la plupart à propager le jansénisme : le Nouveau Testament avec des notes (1729) ; Abrégé de l’histoire et de la morale de l’Ancien Testament (1728); Vie des saints pour tous les jours de l’année (1730, 6 vol. in-12) ; Abrégé de l’histoire de l’Ancien Testament (1735-1753, 10 vol.) ; Exposition de la doctrine chrétienne (1744, 6 vol. in-12), ouvrage condamné par Clément XIII en 1761 ; la Constitution Unigenitus avec des remarques (1748), etc.

### Source
« François-Philippe Mésenguy », dans Pierre Larousse, Grand dictionnaire universel du XIXe siècle, Paris, Administration du grand dictionnaire universel, 15 vol., 1863-1890 [détail des éditions].